# Lamborghini Miura
 (novembre 2015).
Si vous disposez d'ouvrages ou d'articles de référence ou si vous connaissez des sites web de qualité traitant du thème abordé ici, merci de compléter l'article en donnant les références utiles à sa vérifiabilité et en les liant à la section « Notes et références ».
Pour les articles homonymes, voir Miura (homonymie).
La Lamborghini Miura est un modèle automobile du constructeur italien Ferruccio Lamborghini, produit de 1966 à 1973. Il s'agit de l'une des premières voitures de série dotées d'un moteur en position centrale arrière. Elle est devenue un des modèles majeurs de l'histoire de l'automobile. Cette voiture est le fruit du travail de l'ingénieur Gian Paolo Dallara, arrivé en 1963 dans la firme au taureau, et du designer Marcello Gandini, jeune ingénieur-designer du carrossier Bertone. C'est la première voiture qui à été considéré comme une supercar dans l'histoire automobile en Europe.

## Une double révolution

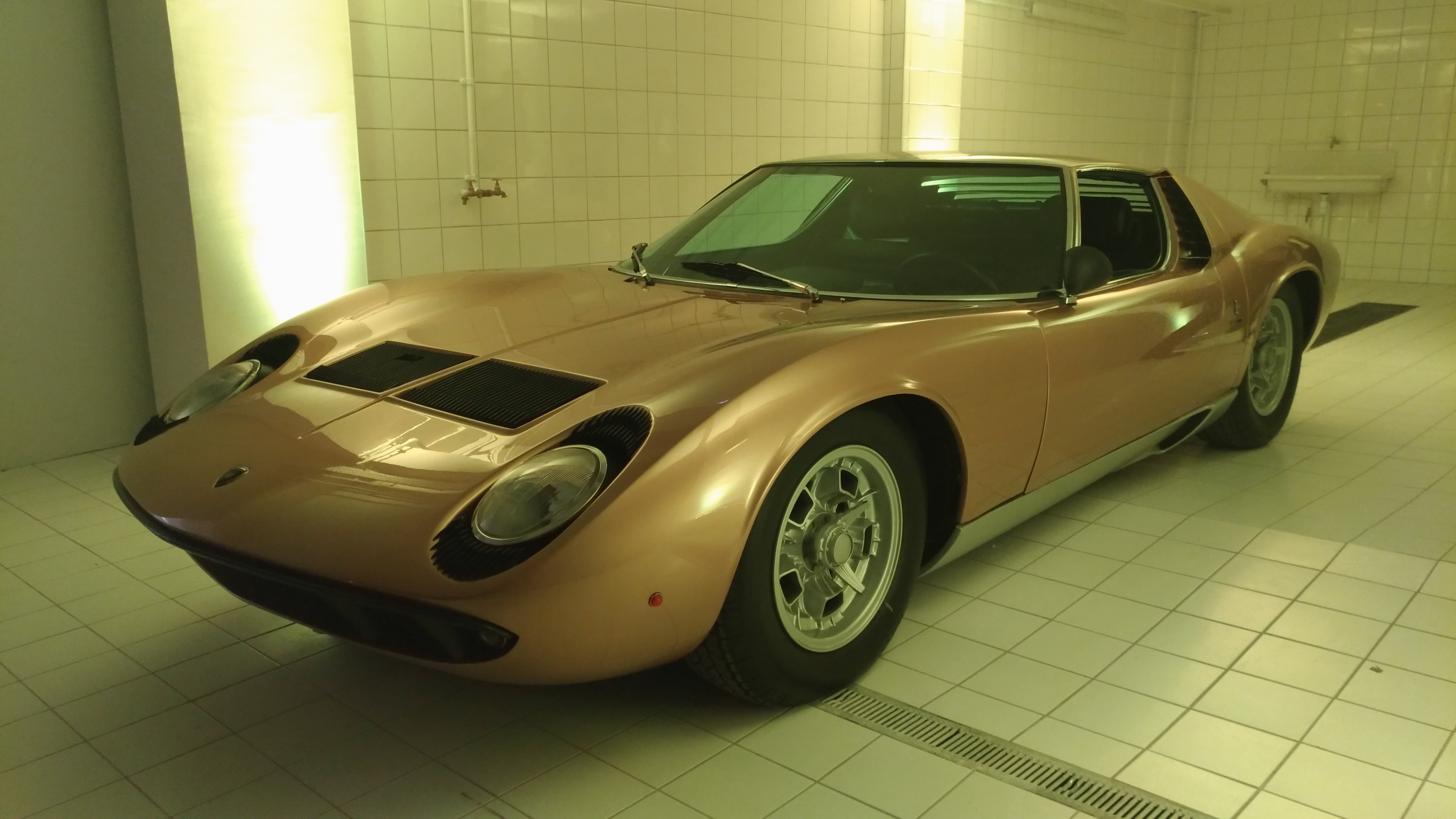
Lamborghini Miura.

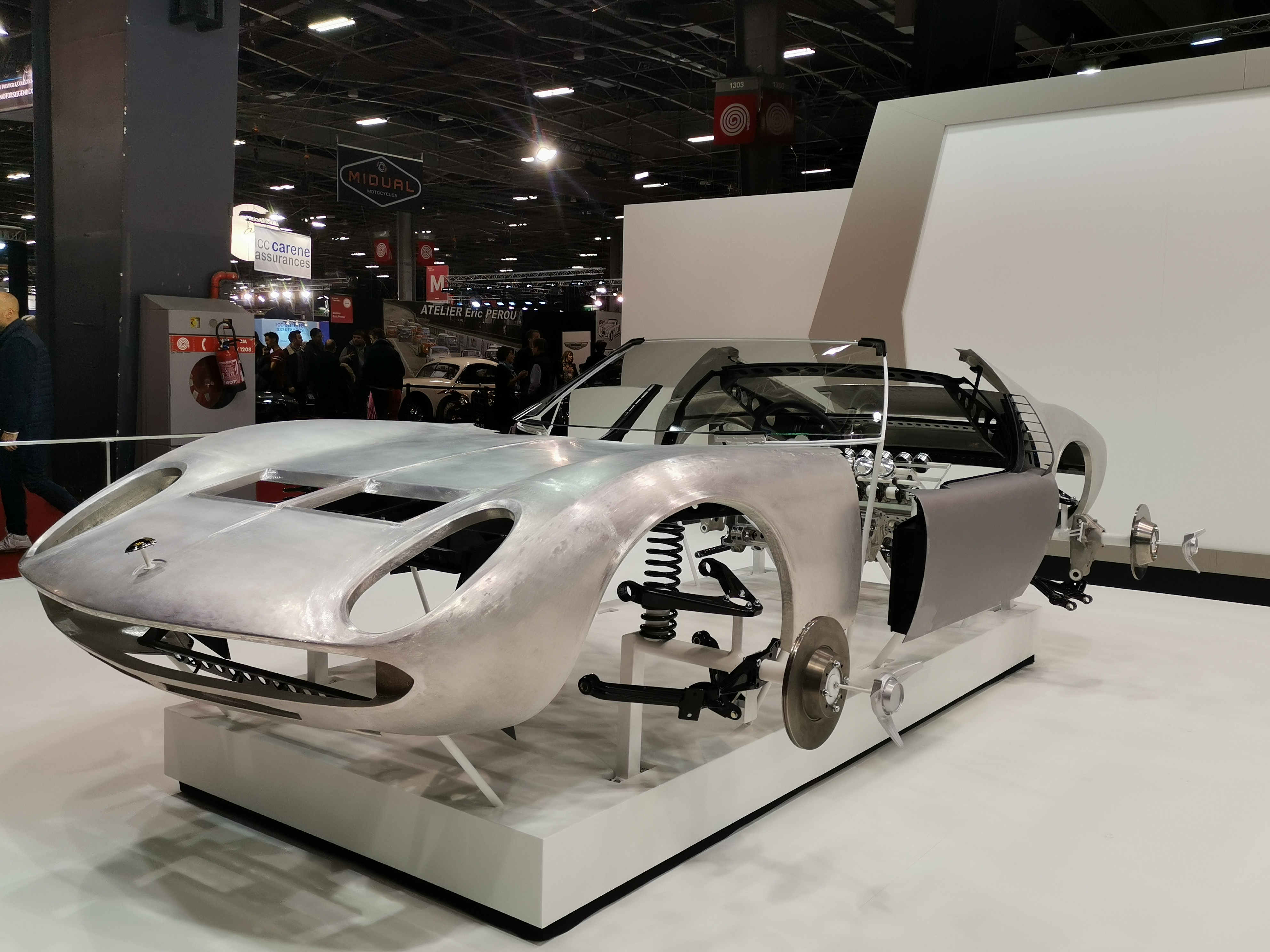
Sculpture du pôle Polo Storico.

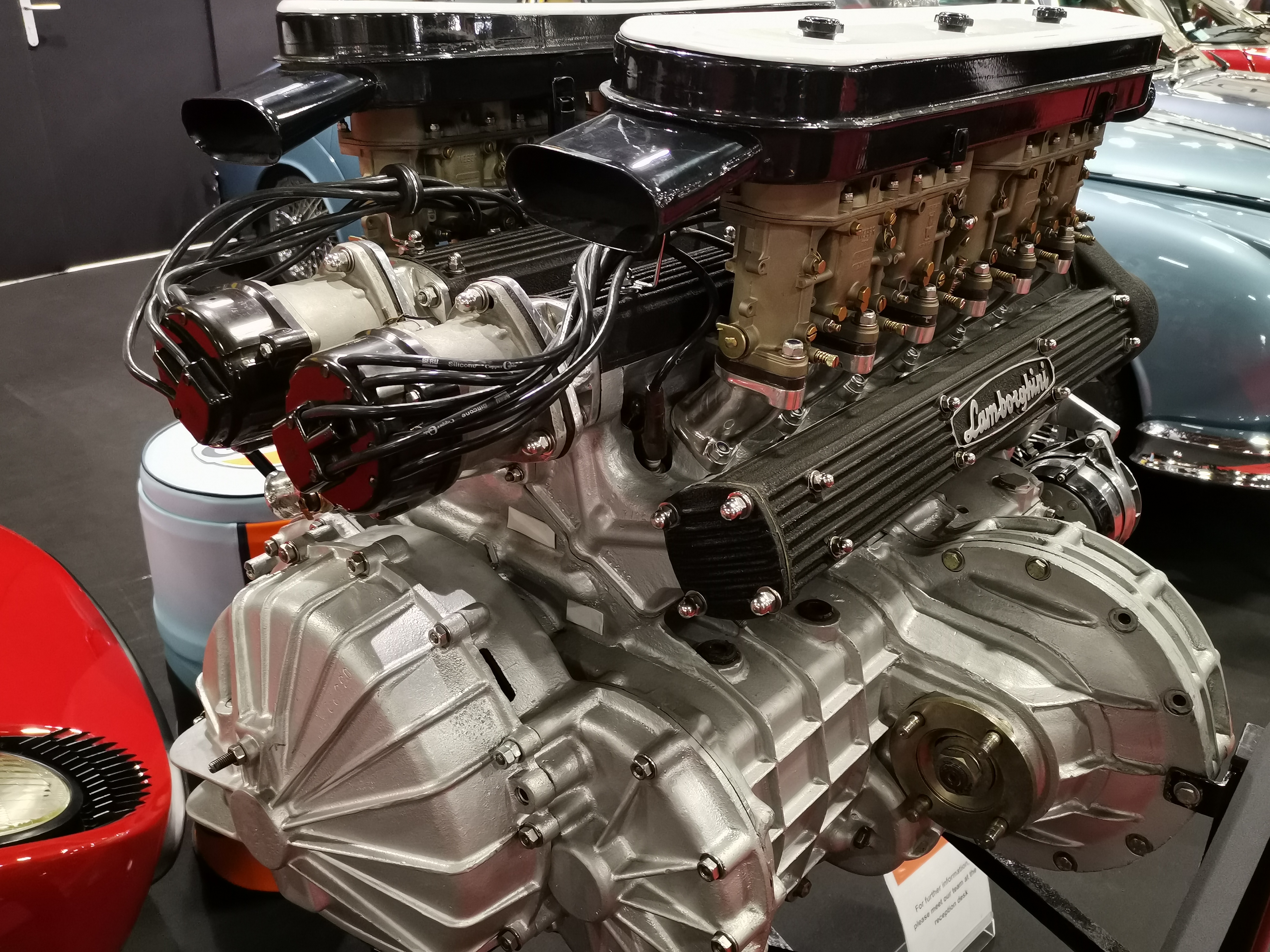
Moteur de lamborghini Miura.

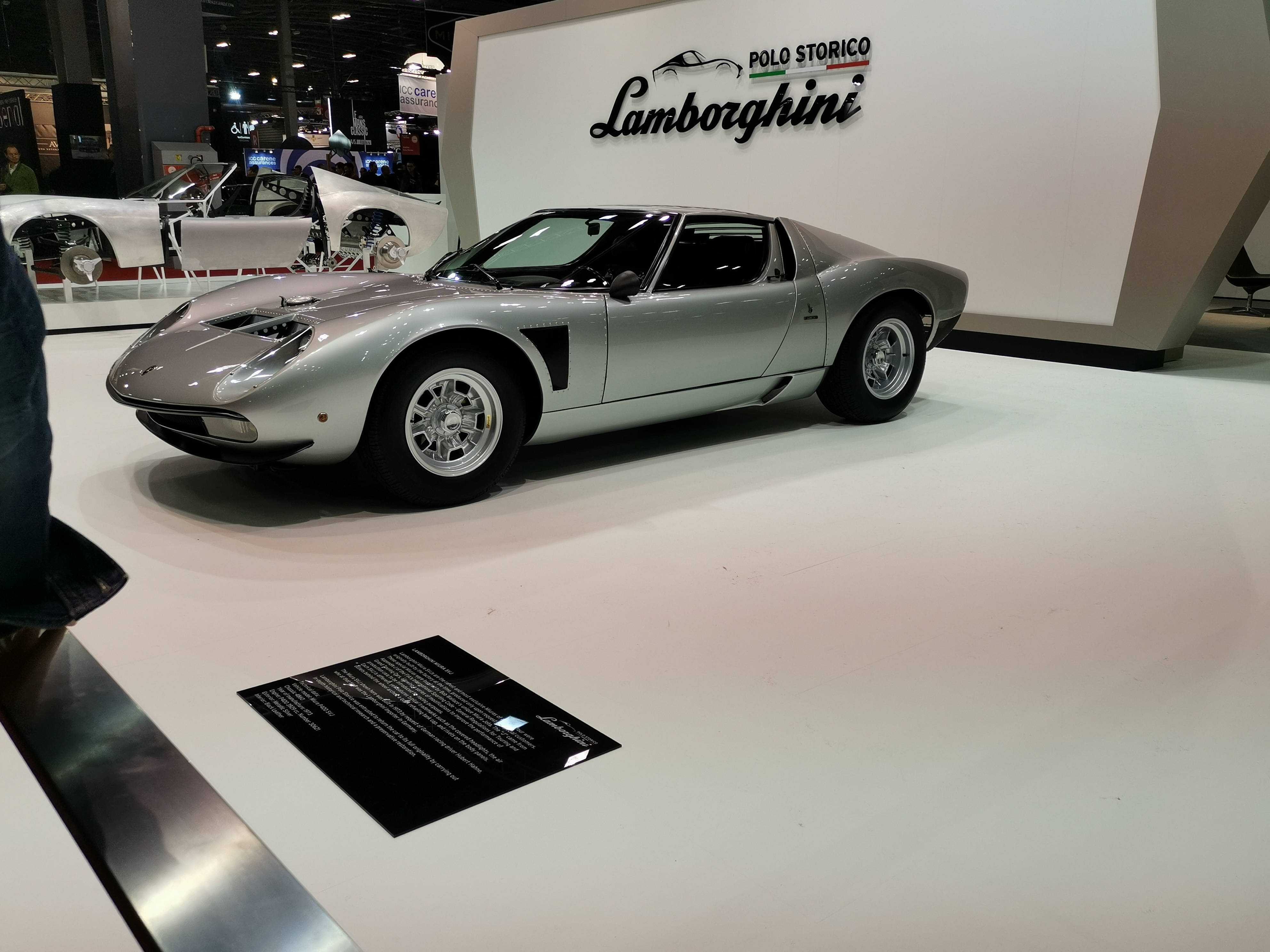
Lamborghini Miura restaurée par Lamborghini Polo Storico.

Après la première apparition du châssis P400 au Salon de l'automobile de Turin fin 1965, la Miura est officiellement présentée à la presse et au grand public lors du salon de Genève en mars 1966. Esthétiquement, la Miura étonne en raison de sa ligne assez éloignée des standards automobiles de l'époque – souvent des modèles à l'habitacle reculé derrière un long capot, telle la Jaguar Type E, alors que celui de la Miura semble avoir été rejeté vers l'avant pour faire toute la place au moteur central arrière. Le carrossier Nuccio Bertone a obtenu de Ferruccio Lamborghini un  exemplaire de ce châssis pour le carrosser d'une façon magistrale. Il entamait ainsi une collaboration pluridécennale concurrente de celle qui liait déjà quasi exclusivement Enzo Ferrari à Battista Pininfarina et qui mûrit progressivement de 1921 à 1951 avant de s'exprimer pleinement jusqu'à ce jour. Le dessin de la future Miura est à peine entamé par Giorgio Giugiaro en novembre 1965 avant qu'il ne rejoigne Ghia où il dessina simultanément, à l'automne 1966, la Maserati Ghibli de série, les De Tomaso Mangusta de série et Pampero prototype ainsi que la Fiat 850 Vanessa prototype. Ce dessin de la Miura est finalement réalisé par Marcello Gandini qui signe là, pour le salon de l'auto de Genève, en mars 1966, le premier d'une longue série de chefs-d’œuvre pour Bertone. Entre le premier coup de crayon et le prototype, il ne s'écoula que trois mois. Marcello Gandini travailla quasiment seul sur la Miura, aidé de trois dessinateurs industriels.
La Miura P400 est presque aussi basse (1,05 mètre) que la Ford GT40 réservée aux courses d'endurance. À l'avenir, aucune Lamborghini de série ne sera plus aussi basse. Le capot avant incluant les ailes bascule tout entier vers l'avant comme celui d'une Jaguar Type E mais ici le capot arrière incluant aussi les ailes arrière en fait de même symétriquement vers l'arrière, avec sa trappe à bagages intégrant un becquet, dans un exercice particulièrement spectaculaire. Quand les deux capots et les deux portes sont ouverts, il ne reste de fixe que le toit et la partie centrale, entre portes et capot arrière, qui fait office d'arceau de sécurité. Bertone emprunte les phares et les feux arrière du spider Fiat 850 qu'il avait lui-même fait dessiner un an plus tôt par Giorgietto Giugiaro. Mais ces phares ovales parce que biseautés sont ici, au repos, basculés en arrière presque à l'horizontale. Le thème des phares basculés presque à l'horizontale est repris du prototype Chevrolet Corvair Testudo 1963 par Bertone sur un dessin de Giorgietto Giugiaro. Il sera copié par Vignale sur les Fiat 125 Samantha à partir de 1967 et 850 Dart à partir de 1969. Mais c'est surtout Porsche qui utilisa le principe des phares basculés en arrière en plus grande série sur les 928 présentées en 1977 ainsi que les 968 présentées en 1991. De plus, les phares de la Miura sont entourés, en avant et en arrière, de grilles noir mat évoquant des cils qui allongent encore leur silhouette et leur donnent l'apparence d'un rond parfait vus de face dans l'axe de la voiture. Cependant, ces grilles seront remplacées sur la Miura SV par des coquilles noir mat puis rapidement par une simple peinture noir mat encore. Le thème des grilles noir mat se retrouve aussi sur le capot avant pour l'extraction de l'air venant du radiateur ainsi que la dissimulation de la goulotte du réservoir. Ces grilles noir mat se retrouvent encore sur les prises d'air des portes, en arrière des vitres latérales dépourvues d'encadrement et dont un élément sert aussi de poignées de portes. L'emplacement de ces prises d'air est repris du prototype par Giorgetto Giugiaro de la Chevrolet Corvair Testudo en 1963. Mais sur celles-ci, elles n'étaient pas incluses dans les portes. Le dessin de ces vitres et portes latérales sera repris, mais sans les fameuses prises d'air, sur l'Alfa Romeo Montreal en 1967 par le même Marcello Gandini pour le carrossier Bertone. Ensuite, ce dessin des vitres et portes latérales se retrouva mais d'un seul trait formant en vue aérienne un ovale sur la Lancia Strato's HF en novembre 1971 puis sur la Bertone NSU Trapèze en octobre 1973. Le même dessin se retrouve encore sur le casque intégral Vitaloni Strato's. Enfin, pour améliorer le refroidissement du compartiment moteur, la vitre arrière en plexiglas des exemplaires de présérie est rapidement percée d'orifices puis remplacée sur tous les modèles de série par des persiennes ou jalousies, noir mat encore, qui participeront elles aussi largement au mythe de la Miura. Elles se retrouveront sur bien d'autres modèles de voitures de sport mais elles seront refusées par le service des Mines français en 1971 sur la petite Lamborghini Urraco à moteur central arrière V8 ainsi que sur l'Alpine A310. Ce thème des grilles noir mat, en contre-pied des chromes alors communs, sera aussi décliné par Bertone sur le capot avant de son coupé Simca 1200S en 1967. Toutes ces grilles noir mat tranchaient furieusement avec les couleurs vives des carrosseries de toutes les productions Bertone de cette époque : le classique rouge des voitures italiennes de courses était concurrencé par le bleu vif, le jaune canari, le vert, le citron vert et surtout l'orange. Orange encore tant sur la Miura que le coupé Fiat Dino ainsi que le spider Fiat 850, tous signés Bertone. Pendant ce temps, Ferrari ne construisait, selon la demande de ses clients, le plus souvent que des bolides rouges. Toutefois, il proposa des 206 jaunes à moteur V6 central transversal lui aussi pour sa marque filiale Dino. Le modèle unique initial Miura Jota, développé par Bob Wallace à partir de fin 1969 pour d'hypothétiques compétitions jamais avérées, recevait quant à lui d'ordinaires phares placés verticalement mais protégés par des hublots comme la déjà classique Jaguar Type. Le prototype de salon Miura Spider bleu clair métallisé empruntait, en 1968, les feux arrière du coupé Fiat Dino 2000 de 1967, sauf de 1969 à 2008 lorsque ce spider unique fut configuré en prototype Zn 75 de couleur vert foncé et reçut alors des feux spécifiques à fenêtres rectangulaires intégralement rouges, à l'américaine. À partir de 1971 sur la Miura SV, Bertone emprunte alors les feux du coupé Fiat Dino 2400 qu'il avait lui-même redessinés en 1969. La conception visuelle de la Miura a eu un impact durable sur les tendances ultérieures en matière de voiture de sport haut de gamme.
L'architecture de la Miura est la seconde particularité du modèle, l'un des tout premiers véhicules de série articulés autour d'un moteur central arrière, après la René Bonnet Djet de 1962 ; Edmund Rumpler avait certes présenté, en 1921, sa Tropfenwagen à moteur central arrière, mais elle n'avait guère eu de succès. À noter aussi, en 1965 au salon de Paris, un prototype Ferrari/Dino (la future Dino 206 GT de 1968). Le moteur central arrière est alors l'apanage de rares voitures de compétition (les Auto-Union des années 1930 puis les monoplaces Cooper des années 1950) ; De plus, sur la Miura, ce V12 central arrière est monté transversalement, tout comme le moteur à 8 cylindres en ligne de la monoplace de Formule 1 Bugatti Type 251, conçue en 1955, ainsi que le V12 de la monoplace de Formule 1 Honda RA270 présentée en février 1964. La Miura est la seule Lamborghini à moteur V12 transversal. Sur les premières séries, le moteur et la boîte de vitesses transversaux partagent la même huile dans le carter commun, comme la Mini Austin ou Morris de Alec Issigonis en 1959 à moteur avant transversal et traction avant. Cependant, cette disposition centrale et transversale fut reprise, dès octobre 1966, sur les trois prototypes Alfa Romeo Osi à quatre cylindres, puis sur le V16 de la rare Cizeta-Moroder V16T présentée en 1988. En effet, C et Z sont les initiales de Claudio Zampolli, qui fut ingénieur pour la production de la Lamborghini Miura. En ce sens, Ferruccio Lamborghini fait figure de précurseur pour les voitures de série et sa Miura est souvent considérée comme la première supercar de l'histoire,.
Outre son architecture novatrice, la Miura se distingue également par les performances qu'on lui prête. Le moteur – un 12 cylindres en V de 3,9 litres de cylindrée – développe 350 chevaux, une puissance très importante pour l'époque ; la Formule 1 championne du monde en titre est alors une Lotus de 205 ch. Quant à la Porsche 911, elle s'en tient, à cette époque, à 130 ch. De fait, la vitesse maximale de 280 km/h de la Miura et ses accélérations devancent nettement la concurrence. La version SV (avec ses 385 chevaux) sera, par la suite, chronométrée à 288,6 km/h. La conception de l'alimentation en carburant est toutefois imparfaite, la voiture étant connue pour un risque d'incendie du compartiment moteur dû à une combustion (à cause de la chaleur des collecteurs d'échappement) de l'essence en excès s'échappant des carburateurs en cas de blocage des flotteurs en position basse.

## Possesseurs et conducteurs célèbres
De nombreuses célébrités sont tombées sous le charme novateur de la Miura : les chefs d’État et assimilés tels que le chah d'Iran, le sheikh Al-Thani du Qatar, le prince Fayçal d'Arabie saoudite, le roi Hussein de Jordanie, le prince Faysal du Koweït, le sultan de Brunei, le prince Tarif Ali Bendahr de Malaisie ou les artistes tels que Miles Davis, Rod Stewart, Nicolas Cage, Little Tony, un membre du groupe Jamiroquai, Jacques Dutronc, Frank Sinatra et le chanteur Christophe, qui a vendu la sienne à Jean-Pierre Beltoise. La 13e Miura est sortie d'usine en jaune, le 9 mai 1967. Elle fut la première Miura importée en France et a été livrée en blanc le 1er juin 1967 au chanteur Jean-Philippe Smet, dit « Johnny Hallyday » avec deux phares à longue portée Oscar Cibié fixés sur le capot, identiques à ceux des Citroën DS Pallas et DS21 de série ainsi que des Porsche 911 en accessoire. Fidèle à sa légende, Johnny Hallyday fracassa, dans un accident d'anthologie, sa première Miura à 180 km/h, le 28 août suivant, contre un acacia sur la Route Nationale 117 entre Tarbes et Pau dans la côte du bois de la Hès sur la commune de Ibos avec le photographe Jean-Marie Périer comme… copilote et co-victime ! Les deux amis s'en sortiront miraculeusement sans grands dommages.

## Évolutions
Elle a été déclinée en plusieurs versions :
- Miura présérie : cinq exemplaires, dont le prototype détruit pendant les essais ;
- Miura P400, 475 exemplaires du 20 avril 1966 au 31 décembre 1968, 3 929 cm3, 350 ch à 7 000 tr/min, 280 km/h, 945 kg, pneus Pirelli Cinturato 205 HS 15 ;
- Miura P400 S, 140 exemplaires du 12 décembre 1968 au 12 mars 1972, 3 929 cm3, 370 ch à 7 700 tr/min, 285 km/h, 1 180 kg, pneus Pirelli Cinturato GR 70 VR-15HS ;
- Miura P400 SV, 150 exemplaires du 6 avril 1971 à octobre 1973, 3 929 cm3, 385 ch à 7 850 tr/min, 290 km/h, 1 245 kg, pneus Pirelli Cinturato FR 70 VR 15 ;
- Miura P400 SVJ, six exemplaires, dont cinq ont été convertis à partir de modèles SV existants et une a été construite à neuf ;
- Miura P400 Jota, un exemplaire de 1970, développé par le pilote essayeur de Lamborghini : Bob Wallace avec l'assistance de l'ingénieur Paolo Stanzani. Le modèle fut allégé de 360 kg et le moteur modifié pour faire 418-440 ch à 8 800 tr/min. La voiture fut totalement détruite lors d'un accident près de Brescia, aucune autre ne fut construite. Quelques répliques furent assemblées mais sans les caractéristiques du modèle original[12].
- Miura Roadster, un unique exemplaire réalisé par Bertone en 1968 et un autre, apocryphe, développé par Lambomotor AG en 1981, un importateur suisse de Lamborghini, qui n’est donc pas considéré comme un modèle d’usine.

## Caractéristiques techniques

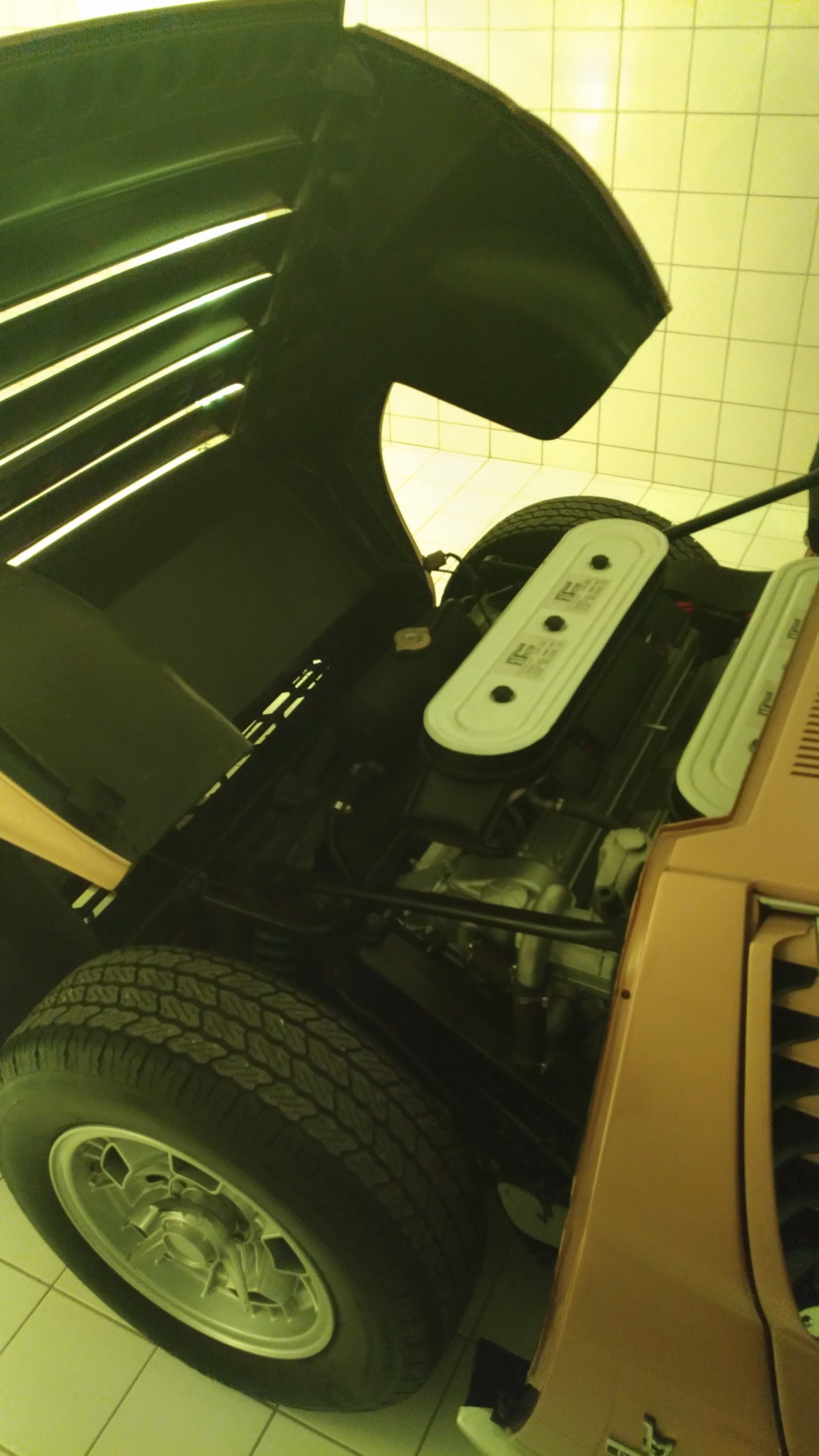
Moteur V12 en position centrale arrière.

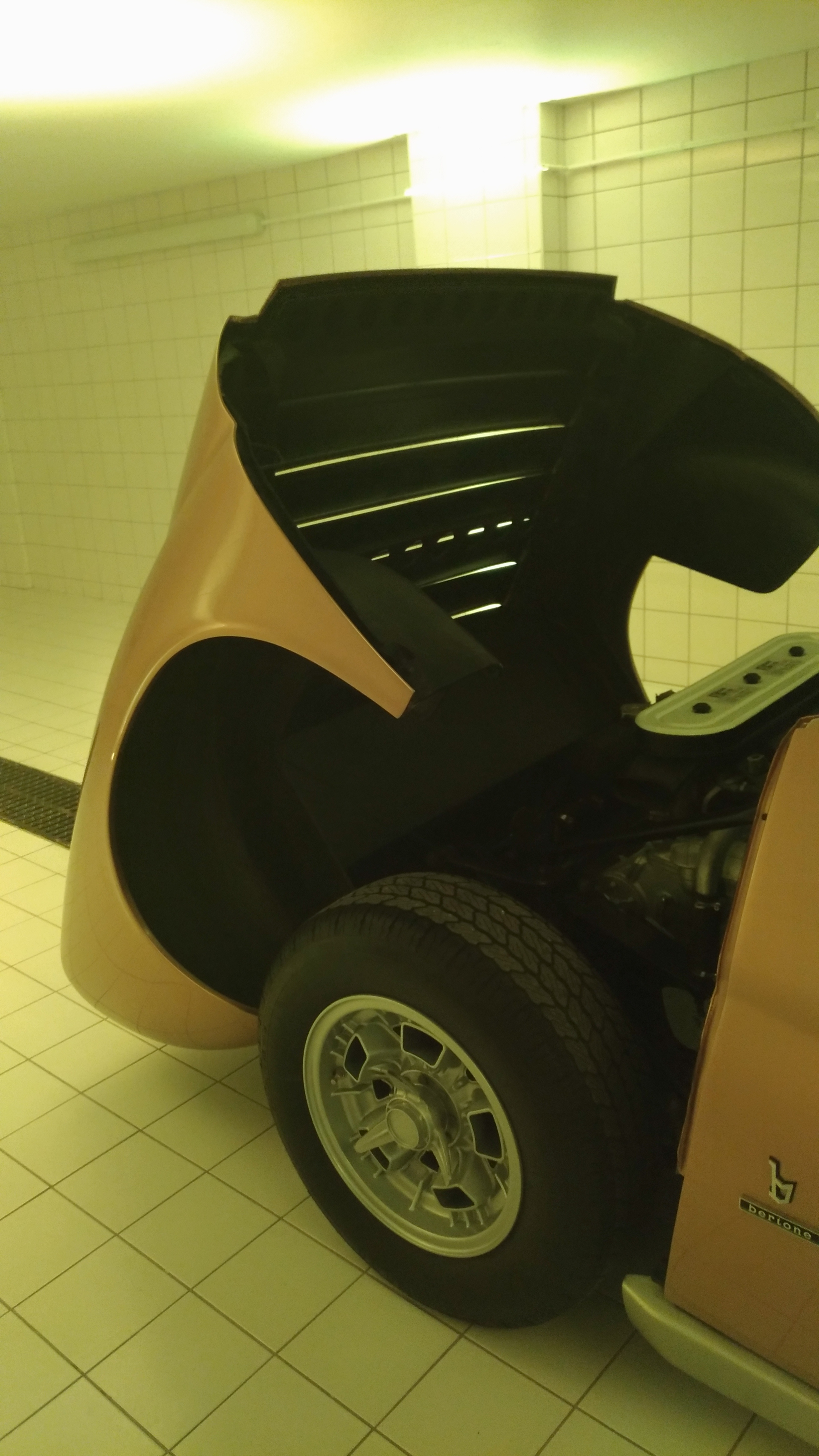
Disposition transversale centrale arrière.

| Modèle                  | P400                              | P400 S                            | P400 SV                           |
| ----------------------- | --------------------------------- | --------------------------------- | --------------------------------- |
| Année de production     | 1966-1969                         | 1969-1972                         | 1971-1973                         |
| Exemplaires produits    | 475                               | 140                               | 150                               |
| Type du moteur          | V12 à 60°, 24 soupapes            | V12 à 60°, 24 soupapes            | V12 à 60°, 24 soupapes            |
| Disposition             | Transversal central arrière       | Transversal central arrière       | Transversal central arrière       |
| Alimentation            | 4 carburateurs triple-corps Weber | 4 carburateurs triple-corps Weber | 4 carburateurs triple-corps Weber |
| Cylindrée               | 3 929 cm3                         | 3 929 cm3                         | 3 929 cm3                         |
| Alésage x Course        | 82,0 × 62,0 mm                    | 82,0 × 62,0 mm                    | 82,0 × 62,0 mm                    |
| Taux de compression     | 9,5:1                             | 10,7:1                            | 10,7:1                            |
| Puissance max.          | 350 ch à 7 000 tr/min             | 370 ch à 7 700 tr/min             | 385 ch à 7 850 tr/min             |
| Couple max.             | 38,5 mkg à 5 000 tr/min           | 39,5 mkg à 5 500 tr/min           | 40,7 mkg à 5 750 tr/min           |
| Boîte de vitesses       | Manuelle à 5 rapports             | Manuelle à 5 rapports             | Manuelle à 5 rapports             |
| Transmission            | Propulsion                        | Propulsion                        | Propulsion                        |
| Longueur                | 4 370 mm                          | 4 390 mm                          | 4 390 mm                          |
| Largeur                 | 1 760 mm                          | 1 780 mm                          | 1 780 mm                          |
| Hauteur                 | 1 050 mm                          | 1 050 mm                          | 1 050 mm                          |
| Suspensions Av. et Ar.  | Triangles superposés              | Triangles superposés              | Triangles superposés              |
| Freins Av. et Ar.       | Disques ventilés                  | Disques ventilés                  | Disques ventilés                  |
| Direction               | Crémaillère                       | Crémaillère                       | Crémaillère                       |
| Pneus Avant             | 205 VR15 205                      | 205/70 VR15                       | 205/60 VR15                       |
| Pneus Arrière           | 205 VR15 205                      | 205/70 VR15                       | 205/60 VR15                       |
| Poids                   | 985 kg                            | 1 040 kg                          | 1 245 kg                          |
| Rapport poids/puissance | 2,81                              | 2,81                              | 3,23                              |
| Vitesse max.            | 280 km/h                          | 285 km/h                          | 285 km/h                          |
| 0 à 100 km/h            | 6,7 s                             | 5,6 s                             |                                   |

## Galerie

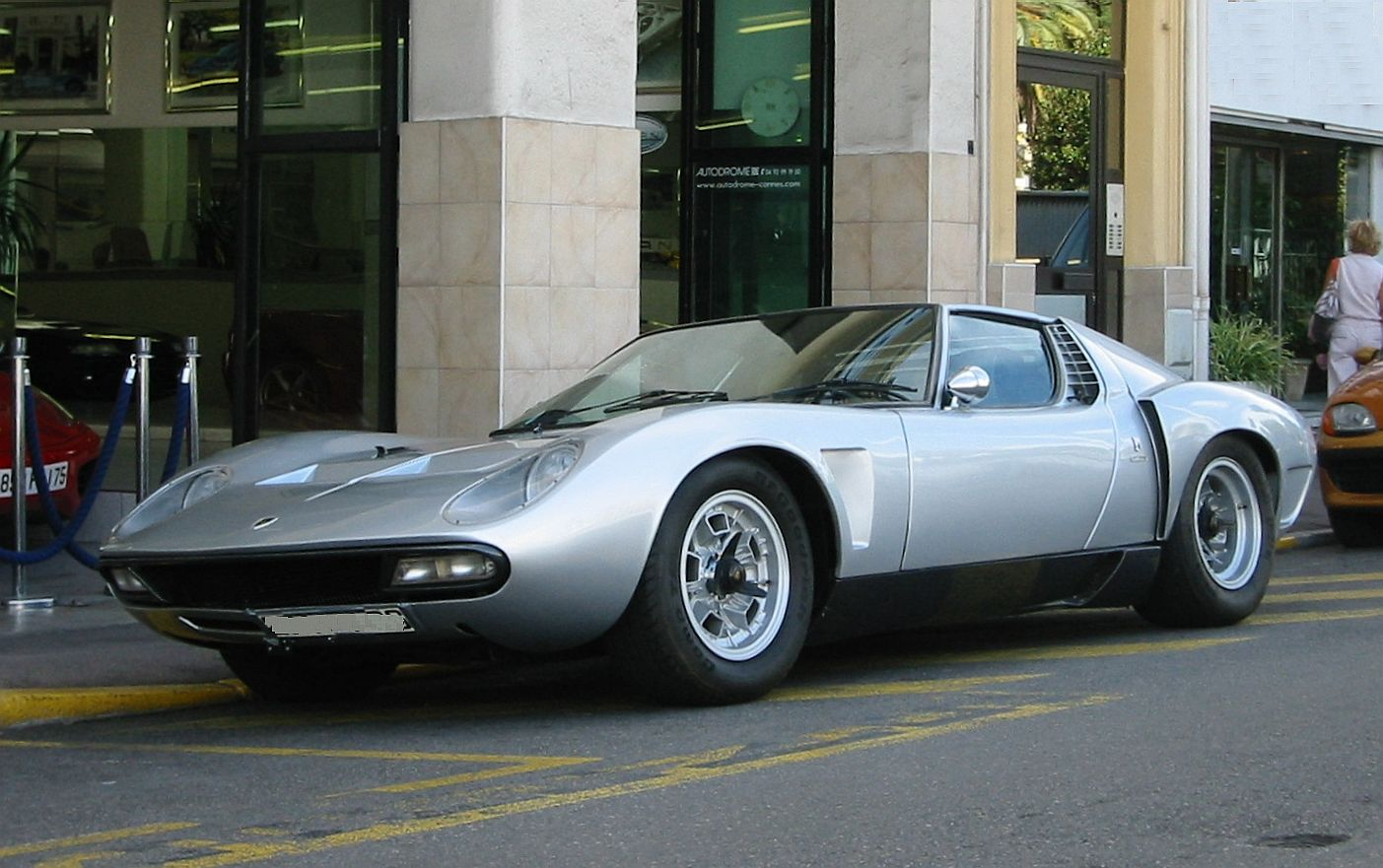
L'unique Lamborghini Miura P400 SVJ Spyder de 1981.
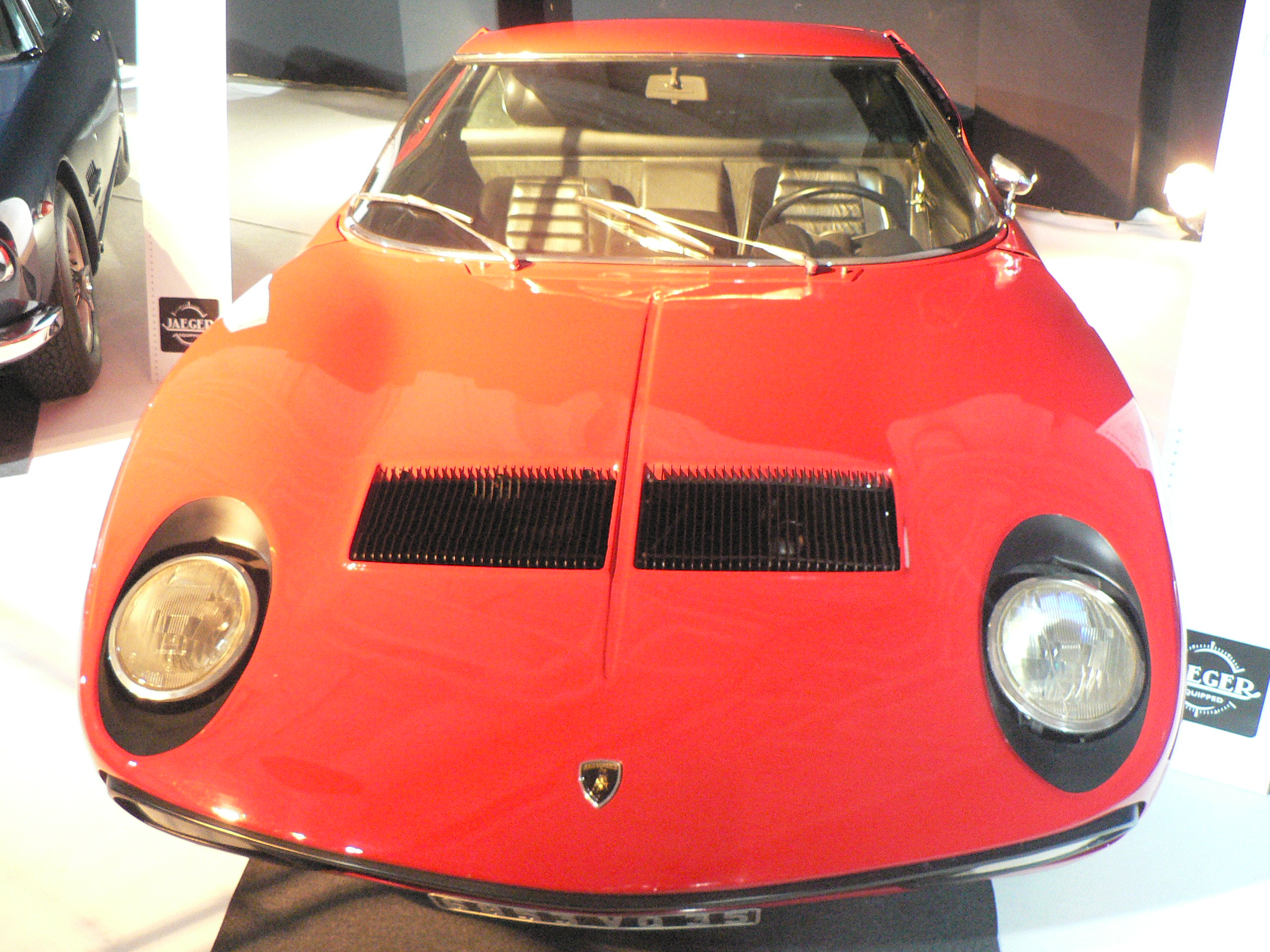
Lamborghini Miura P400 S.
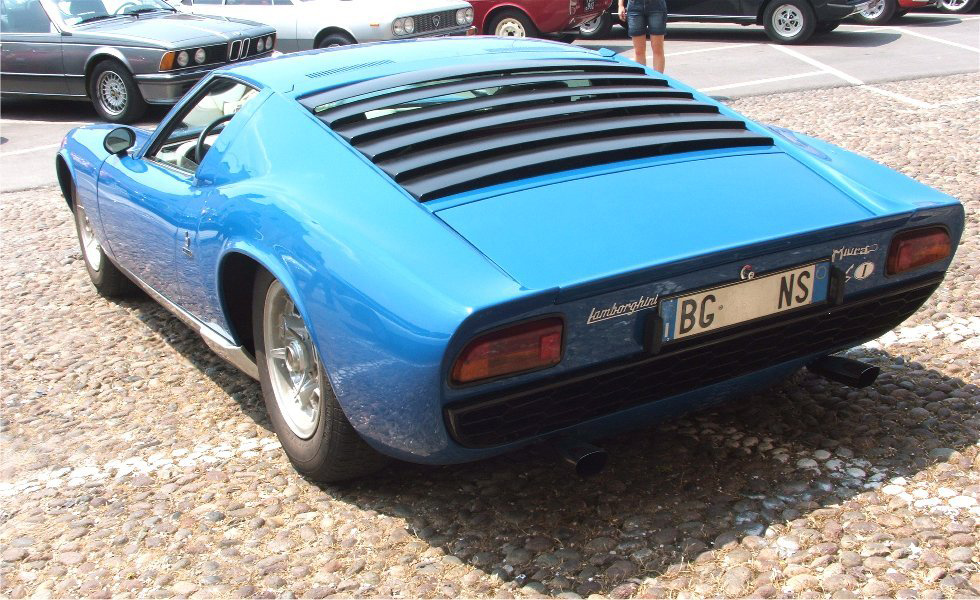
Arrière d'une Miura P400 S de 1968.
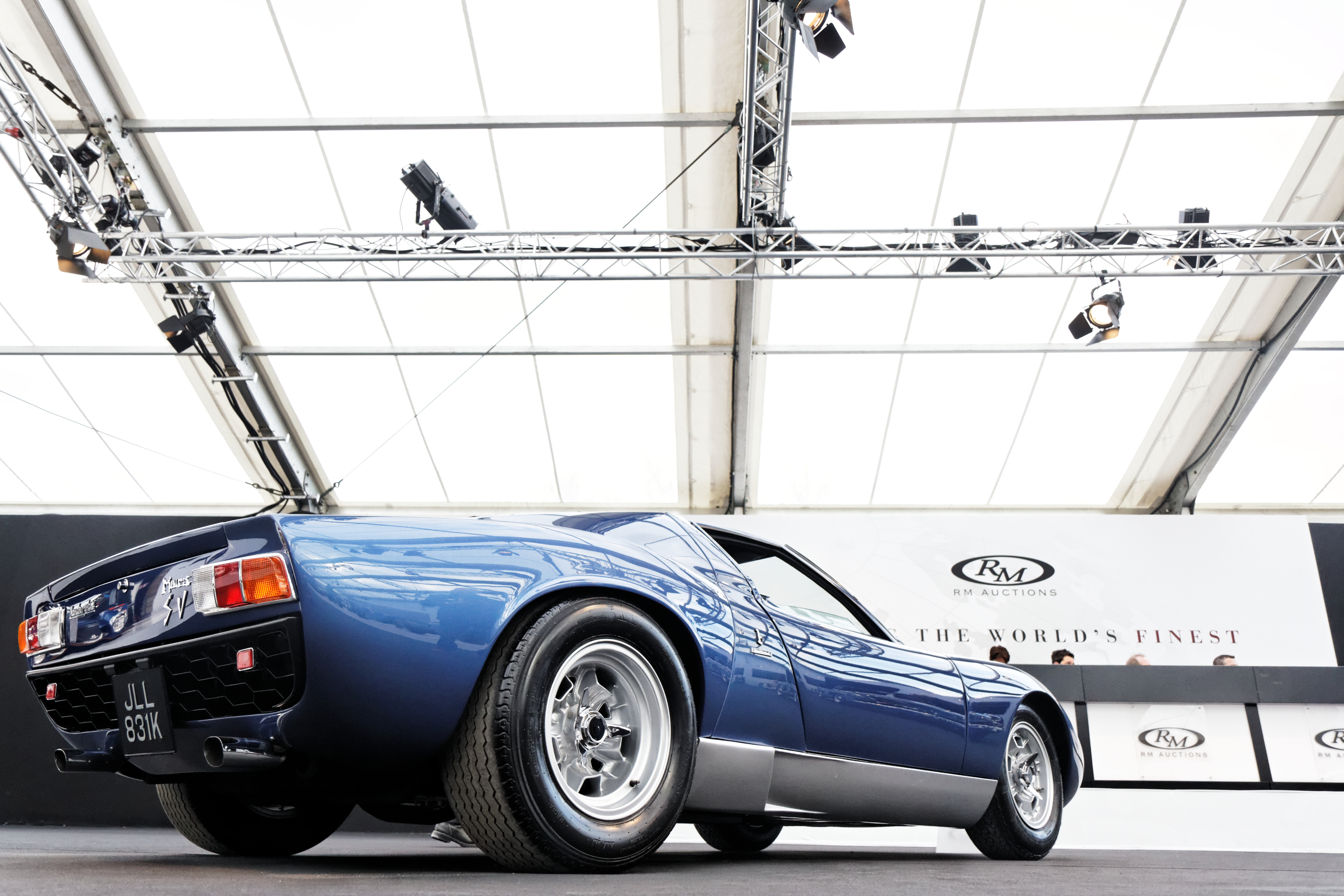
Modèle P400 SV de 1971.